# Brunkricka
Brunkricka (Anas chlorotis) är en fågel i familjen änder inom ordningen andfåglar. Den förekommer enbart i Nya Zeeland. Efter att ha minskat mycket kraftigt har bevarandeåtgärder gjort att den återhämtat sig och ökar nu igen i antal. Internationella naturvårdsunionen IUCN kategoriserar den dock fortfarande som nära hotad. Arten är närbesläktad med campbellkrickan och aucklandkrickan, och vissa behandlar den som en och samma art.

## Utseende
Brunkrickan är en liten (36–48 centimeter), mörkbrun and. Den är liksom sin nära släkting aucklandkricka (Anas aucklandica) flygoförmögen. Typiskt är det bruna fläckiga bröstet och den vita fläcken kring ögat. Hane i häckningsdräkt har även ett grönglansigt huvud. Vidare syns ett smalt vitt halsband och en vit fläck på flanken.
Jämfört med de mycket närbesläktade arterna aucklandkrickan och campbellkrickan skiljer sig brunkrickan på större storlek och i handräkt på tydligare vingspegel, annorlunda teckning ovan (tydliga ljusa fjäderkanter, mycket mindre tät bandning och avsaknad av grönglans) och bredare vitt halsband.

## Utbredning och systematik
Fågeln förekommer på öar utanför Nya Zeelands kust, främst på Great Barrier Island men även på några andra småöar. Tidigare fanns den också på Nya Zeelands huvudöar, men den har försvunnit från dessa på grund av predatorer, jakt och habitatförlust. Vissa behandlar den tillsammans med campbellkricka (Anas nesiotis) som en underart till Anas aucklandica.

## Status och hot
Fram tills nyligen minskade arten mycket kraftigt i antal. Bevarandeåtgärder har dock vänt trenden och nu ökar den igen, med ett antal nya populationer etablerade. Internationella naturvårdsunionen IUCN kategoriserar arten som nära hotad. Världspopulationen uppskattades 2019 till mellan 2400 och 3400 individer.

## Namn
Brunkrickans vetenskapliga artnamn chlorotis är latiniserad grekiska och betyder "grönörad", av khloros för grön och -otis, "-örad".

## Bilder

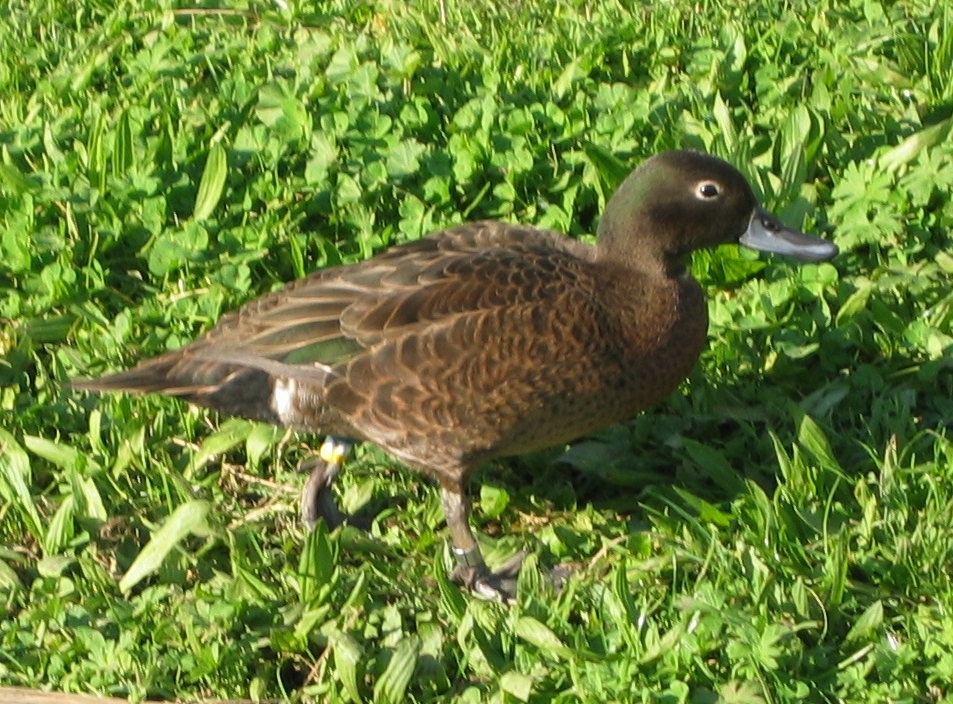
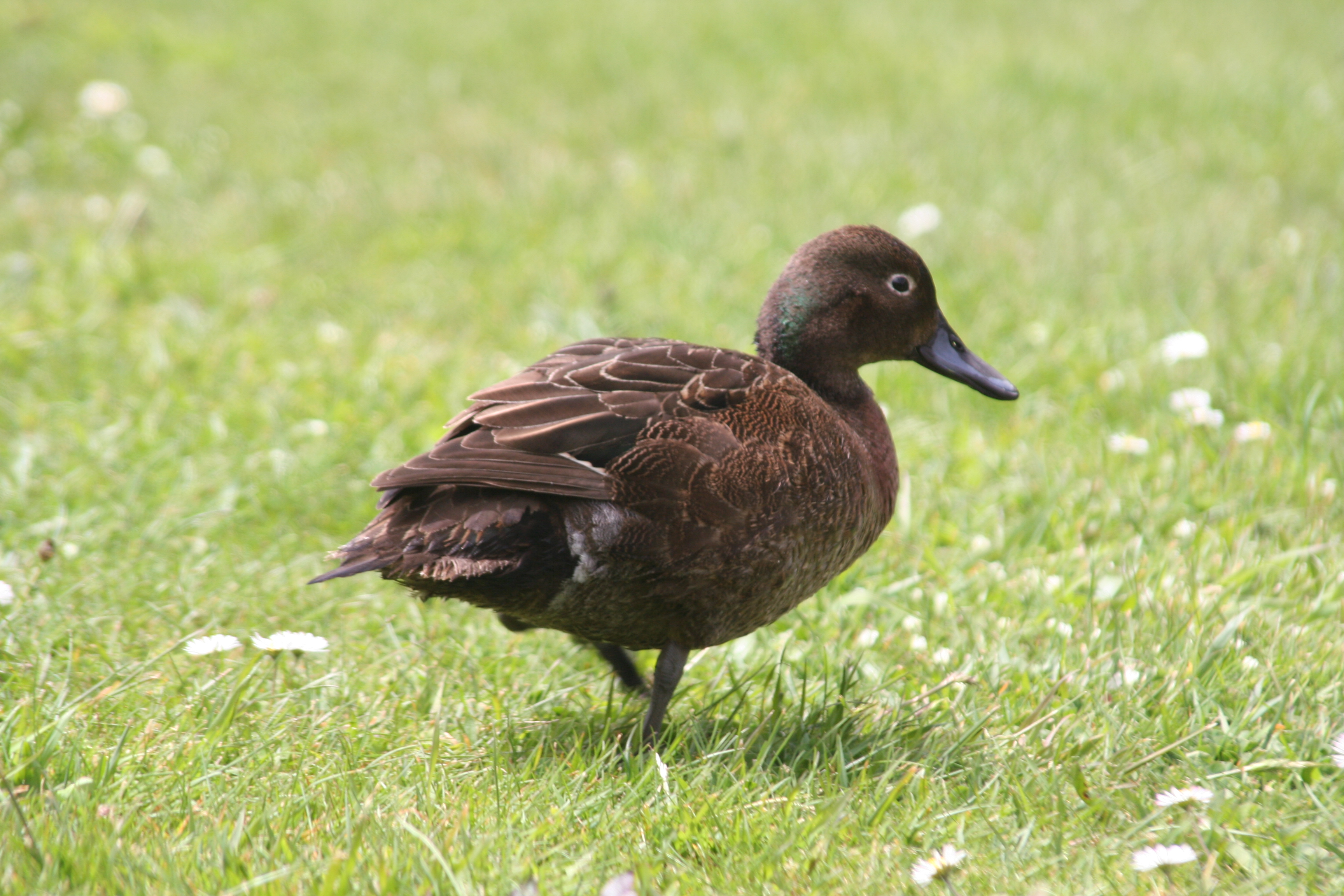